# 20 april
20 april är den 110:e dagen på året i den gregorianska kalendern (111:e under skottår). Det återstår 255 dagar av året.

## Återkommande bemärkelsedagar

### Helgdagar
- Påskdagen firas i västerländsk kristendom för att högtidlighålla Jesu återuppståndelse efter korsfästelsen, åren 1851, 1862, 1919, 1924, 1930, 2003, 2014, 2025, 2087, 2098.

## Namnsdagar

### I den svenska almanackan
- Nuvarande – Amalia och Amelie
- Föregående i bokstavsordning
  - Amalia – Namnet infördes på dagens datum 1777 och har funnits där sedan dess.
  - Amelie – Namnet infördes på dagens datum 1986 och har funnits där sedan dess.
  - Amy – Namnet infördes på dagens datum 1986, men utgick 1993.
  - Sulpitius – Namnet fanns, till minne av en romersk martyr från början av 100-talet, på dagens datum före 1777, då det utgick.
- Föregående i kronologisk ordning
  - Före 1777 – Sulpitius
  - 1777–1900 – Amalia
  - 1901–1985 – Amalia
  - 1986–1992 – Amalia, Amelie och Amy
  - 1993–2000 – Amalia och Amelie
  - Från 2001 – Amalia och Amelie (2013 infördes även det närbesläktade Emelie på namnsdagsförsök, men det stod inte kvar 2014)
- Källor
  - Brylla, Eva (red.): Namnlängdsboken, Norstedts ordbok, Stockholm, 2000. ISBN 91-7227-204-X
  - af Klintberg, Bengt: Namnen i almanackan, Norstedts ordbok, Stockholm, 2001. ISBN 91-7227-292-9

### Finlandssvenska almanackan
- Nuvarande från 2020[1] – Tindra, Arla
- I föregående revideringar[a][2]
  - 1929–1949 – Amalia
  - 1950–1972 – Gabriella
  - 1973–2009 – Arla
  - 2010–2019 – Arla, Tindra

## Händelser
- 1314 – När Clemens V avlider kommer påvestolen stå tom i över två år.
- 1535 – Mellan klockan sju och nio på förmiddagen syns över Stockholm ett vädersolsfenomen, som sedermera avbildas på den så kallade Vädersolstavlan. Målningen blir någorlunda samtida, men det nuvarande exemplaret är en kopia från 1600-talet, då originalet har gått förlorat. Fenomenet ses av samtiden som ett järtecken med varsel om onda tider, varför många stockholmare söker sig till kyrkorna. Reformatorn Olaus Petri beställer därför tavlan, för att dokumentera händelsen, men kungen Gustav Vasa ser den som en komplott mot honom, då symboliken är att vädersolarna representerar kyrkans män och utgör ett hot mot den verkliga solen (som representerar honom). Dessutom har Storkyrkan på tavlan målats större än slottet.
- 1876 – Bulgarer inleder ett uppror mot Osmanska riket, vilket går till historien som Aprilupproret och utgör kulmen på den bulgariska renässansen. Även om den osmanska armén slår ner upproret i maj leder osmanernas brutala behandling av upprorsmännen till starkt fördömande och kraftiga protester från övriga Europa och USA, vilket leder till att Bulgarien två år senare blir självständigt från Osmanska riket.
- 1907 – De första svenska majblommorna börjar säljas i Göteborg (då kallade förstamajblommor) till förmån för tuberkulossjuka, sedan Förstamajblommans riksförbund har grundats i staden av Beda Hallberg. Fenomenet sprider sig snart och numera säljs majblommor i Sverige, Norge, Finland och Estland till förmån för barn, som behöver extra stöd.
- 1920 – Olympiska sommarspelen 1920 invigs i Antwerpen av kung Albert I av Belgien.
- 1930 – Idrottsföreningen Östers IF grundas i Växjö under namnet Östers FF. Den uppkallas efter stadsdelen Öster, där den grundas, men FF (fotbollsförening) ändras redan två år senare till IF (idrottsförening).
- 1945 – Leipzig intas av amerikanska armén.
- 1947 – Vid Kristian X:s död efterträds han som kung av Danmark av sin son Fredrik IX.
- 1950 – Islands nationalteater invigs.
- 1964 – Det statliga brittiska radio- och tv-bolaget British Broadcasting Corporation (BBC) grundar Storbritanniens andra tv-kanal, som får namnet BBC2 (1997 omdöpt till BBC Two). Den kanal som redan finns har dittills haft namnet BBC Television Service, men får nu, i analogi med den nya kanalen, namnet BBC1 (1997 omdöpt till BBC One).
- 1978
  - Ett sydkoreanskt passagerarflygplan, som är på väg från Paris till Seoul, blir nedskjutet nära Murmansk i norra Ryssland. Sovjetunionen hävdar, att flygplanet har kränkt sovjetiskt luftrum och att piloterna inte har svarat på anrop, medan det senare har visat sig att piloterna har angivit sin anropssignal tre gånger före nedskjutningen. Två passagerare omkommer vid beskjutningen, medan övriga 95 passagerare och 12 besättningsmän överlever, när planet nödlandar på en frusen sjö.
  - Den svenska riksdagen röstar ja en första gång till propositionen att ändra den svenska successionsordningen från agnatisk (regentens äldste son ärver tronen) till full kognatisk tronföljd (regentens äldsta barn oavsett kön ärver tronen). Eftersom detta är en grundlagsändring krävs en andra omröstning, med ett riksdagsval emellan, vilken sker den 7 november året därpå. Den ändrade lagen träder i kraft 1 januari 1980 och från och med då blir prinsessan Victoria Sveriges kronprinsessa, medan hennes bror Carl Philip, som 1979 föds som kronprins, då blir enbart prins.
- 1998 – Nyhetsbyrån Reuters mottar ett brev undertecknat av den tyska terroristgruppen Röda armé-fraktionen, där gruppen officiellt upplöser sig själv. Organisationen har funnits sedan 1970, men inte genomfört något attentat sedan 1993.
- 1999 – De båda amerikanska tonåringarna Eric Harris och Dylan Klebold utför Columbinemassakern, där de skjuter ihjäl 12 elever och en lärare samt sårar 21 andra elever på gymnasiet Columbine High School i Littleton i Colorado. Denna skolskjutning, som avslutas med att Harris och Klebold tar sina egna liv, är den fjärde värsta i USA:s historia.

## Födda
- 1492 – Pietro Aretino, italiensk författare, poet, dramatiker och satiriker
- 1586 – Rosa av Lima, peruansk tertiar inom dominikanorden, jungfru, mystiker och helgon
- 1807 – John Milton, amerikansk demokratisk politiker, guvernör i Florida 1861–1865
- 1808 – Napoleon III, Frankrikes president 1848–1852 och kejsare av Frankrike 1852–1870
- 1809 – James C. Jones, amerikansk politiker, guvernör i Tennessee 1841–1845, senator för samma delstat 1851–1857
- 1817 – Johan Fredrik Åbom, svensk arkitekt
- 1822 – Carl Thiersch, tysk kirurg
- 1824 – Alfred H. Colquitt, amerikansk demokratisk politiker och general, guvernör i Georgia 1877–1882, senator för samma delstat 1883–1894
- 1836 – Joseph Millard, kanadensisk-amerikansk republikansk politiker, senator för Nebraska 1901–1907
- 1841 – John A. Mead, amerikansk republikansk politiker, guvernör i Vermont 1910–1912
- 1857 – Herman Bang, dansk författare och journalist
- 1861 – James D. Phelan, amerikansk demokratisk politiker och bankman, senator för Kalifornien 1915–1921
- 1868 – Charles Maurras, fransk författare
- 1870 – Angus Wilton McLean, amerikansk demokratisk politiker, guvernör i North Carolina 1925–1929
- 1881 – Nikolaj Mjaskovskij, rysk kompositör
- 1883 – John Ericsson, svensk skådespelare och inspicient
- 1888 – Wictor Hagman, svensk skådespelare
- 1889
  - Adolf Hitler, österrikisk-tysk militär och politiker, partiledare för Tysklands nationalsocialistiska arbetarparti 1921–1945, Tysklands rikskansler 1933–1945 samt rikspresident och diktator 1934–1945
  - Prins Erik, hertig av Västmanland, svensk prins, yngste son till Gustaf V och Victoria av Baden
- 1890 – Adolf Schärf, österrikisk politiker, förbundspresident 1957–1965
- 1891 – Hilding Linnqvist, svensk konstnär
- 1893
  - Harold Lloyd, amerikansk skådespelare
  - Joan Miró, spansk målare, grafiker och skulptör
  - Edna Parker, amerikansk lärare, världens äldsta levande kvinna och person 2007–2008
- 1899 – Svea Holst, svensk skådespelare
- 1901 – Karl Damström, svensk järnbruksarbetare och politiker
- 1902 – John Elfström, svensk skådespelare
- 1903 – Dagmar Edqvist, svensk författare
- 1904 – Bob Bartlett, amerikansk demokratisk politiker, senator för Alaska 1959-1968
- 1908 – Lionel Hampton, amerikansk jazzmusiker, orkesterledare, slagverkare och vibrafonist
- 1912 – Erik ”Kiruna-Lasse” Larsson, svensk längdskidåkare, OS-guld och bragdmedaljör 1936
- 1918
  - Lucian Pulvermacher, amerikansk religiös ledare och motpåve
  - Kai Siegbahn, svensk fysiker, mottagare av Nobelpriset i fysik 1981
- 1921 – Folke Lindh, svensk jurist och amatörskådespelare med smeknamnet Spuling
- 1923
  - Sten Andersson, svensk socialdemokratisk politiker, Sveriges utrikesminister 1985–1991
  - Tito Puente, amerikansk jazzmusiker
- 1927
  - Phil Hill, amerikansk racerförare
  - K. Alexander Müller, schweizisk fysiker, mottagare av Nobelpriset i fysik 1987
- 1928 – Lennart Bodström, svensk socialdemokratisk politiker, ambassadör och fackföreningsman, Sveriges utrikesminister 1982–1985
- 1933 – Birgitta Andersson, svensk skådespelare
- 1936 – Monica Ekberg, svensk skådespelare
- 1937 – George Takei, amerikansk skådespelare
- 1939
  - Elspeth Ballantyne, australisk skådespelare
  - Peter S. Beagle, amerikansk författare
  - Gro Harlem Brundtland, norsk arbeiderpartistisk politiker, Norges miljöminister 1974–1979, statsminister 1981, 1986–1989 och 1990–1996, generaldirektör för världshälsoorganisationen (WHO) 1998–2003
- 1941 – Ryan O'Neal, amerikansk skådespelare
- 1942 – Arto Paasilinna, finländsk författare
- 1943
  - Alan Beith, brittisk liberaldemokratisk politiker, parlamentsledamot 1973–2015
  - Jamie Gillis, amerikansk porrskådespelare och regissör
- 1947
  - Margareta Gudmundson, svensk skådespelare
  - Björn Skifs, svensk sångare, underhållare, programledare och skådespelare
- 1949 – Jessica Lange, amerikansk skådespelare
- 1950 – Aleksandr Lebed, rysk militär och politiker
- 1951 – Luther Vandross, amerikansk rhythm & blues-sångare och musikproducent
- 1955 – Svante Pääbo, svensk biolog, mottagare av Nobelpriset i fysiologi eller medicin 2022
- 1956 – Beatrice Ask, svensk moderat politiker, Sveriges skolminister 1991–1994, justitieminister 2006–2014, landshövding i Södermanlands län 2020–2025
- 1958 – Vjatjeslav Fetisov, rysk ishockeyspelare och politiker, Rysslands idrottsminister 2002–2008
- 1964
  - Crispin Glover, amerikansk skådespelare
  - Andy Serkis, armenisk-brittisk skådespelare
- 1965
  - Måns Herngren, svensk skådespelare, manusförfattare och regissör
  - Magnus Carlsson, svensk regissör, illustratör och animatör
- 1967 – Mike Portnoy, amerikansk musiker, trumslagare i gruppen Dream Theater
- 1968
  - Anne Kalmari, finländsk politiker
  - Jelena Välbe, rysk längdskidåkare
- 1970
  - Palle Torsson, svensk konstnär
  - Shemar Moore, amerikansk skådespelare
- 1972
  - Tara Leigh Patrick, amerikansk modell och skådespelare med artistnamnet Carmen Electra
  - Jakob Stefansson, svensk skådespelare
- 1976 – Joey Lawrence, amerikansk skådespelare
- 1980 – Jasmin Wagner, tysk sångare med artistnamnet Blümchen
- 1983
  - Erik Segerstedt, svensk sångare och artist, medlem i gruppen E.M.D.
  - Sebastian Ingrosso, svensk discjockey och musikproducent, medlem i DJ-kollektivet Swedish House Mafia
  - Miranda Kerr, australisk modell
- 1984 – Arman Sjilmanov, kazakisk taekwondoutövare
- 1985 – Pavo Marković, kroatisk vattenpolospelare
- 1998 – Felix Mallard, australisk skådespelare
- 2000 – Klara Hammarström, svensk sångerska och ryttare

## Avlidna
- 166 eller 167 – Anicetus, påve sedan 154, 155 eller 157 (möjligen död denna dag eller 16 eller 17 april)
- 1164 – Viktor IV, född Ottavianio di Monticelli, motpåve sedan 1159[3]
- 1314 – Clemens V, omkring 50 eller 54, född Bertrand de Got, påve sedan 1305
- 1472 – Leon Battista Alberti, 68, italiensk arkitekt, skulptör, guldsmed och konstteoretiker
- 1643 – Christer Axelsson Posse, 42, svensk jurist och landshövding i Västernorrlands län och Västmanlands län
- 1795 – Johan Henric Kellgren, 43, svensk lyriker, kritiker, docent och tidningsman, ledamot av Svenska Akademien sedan 1786
- 1806 – Sara Elisabeth Moraea, 89, svensk adelsdam, gift med Carl von Linné
- 1812 – George Clinton, 72, amerikansk demokratisk-republikansk politiker, USA:s vicepresident sedan 1805
- 1837 – Reinhard Woltmann, 79, tysk vattenbyggnadsingenjör
- 1857 – Benjamin Tappan, 83, amerikansk demokratisk politiker, senator för Ohio 1839–1845
- 1869 – Carl Loewe, 72, tysk kompositör
- 1909 – Edward Salomon, 80, tysk-amerikansk politiker, guvernör i Wisconsin 1862–1864
- 1912 – Bram Stoker, 64, irländsk författare, mest känd för skräckromanen Dracula
- 1914 – Ivar Wickman, 41, svensk läkare
- 1918 – Ferdinand Braun, 67, tysk fysiker, mottagare av Nobelpriset i fysik 1909
- 1947 – Kristian X, 76, kung av Danmark sedan 1912 och av Island 1918–1944
- 1951 – Ivanoe Bonomi, 77, italiensk politiker
- 1953 – Erich Weinert, 62, tysk författare och politiker
- 1969 – Vjekoslav Luburić, 55, kroatisk general, medlem av den extremnationalistiska organisationen Ustaša
- 1972 – Lars Perne, 49, svensk sångtext- och sketchförfattare
- 1984 – Sheila Burnford, 65, brittisk-kanadensisk författare
- 1991 – Steve Marriott, 44, brittisk sångare, medlem i gruppen The Small Faces
- 1992 – Peter Mitchell, 71, brittisk  biokemist, mottagare av Nobelpriset i kemi 1978
- 1993 – Fortino Reyes, 81, mexikansk skådespelare, cirkusartist och komiker med artistnamnet Cantinflas
- 1997 – Jean Louis, 89, fransk-amerikansk kläddesigner och scenograf
- 1999
  - Eric Harris, 18, amerikansk student och massmördare, den ene av dem som genomförde Columbinemassakern
  - Dylan Klebold, 17, amerikansk student och massmördare, den ene av dem som genomförde Columbinemassakern
- 2000 – Björn Henricson, 57, svensk filmproducent
- 2003 – Bernard Katz, 92, brittisk biofysiker, mottagare av Nobelpriset i fysiologi eller medicin 1970
- 2005 – Inday Ba, 32, svensk-brittisk skådespelare
- 2011 – Tim Hetherington, 40, brittisk krigskorrespondent, fotograf och dokumentärfilmare (stupad under libyska inbördeskriget)
- 2013 – Magnus Olsson, 64, svensk professionell havskappseglare
- 2014 – Rubin ”Hurricane” Carter, 76, amerikansk boxare
- 2017 – Olle Björling, 79, svensk skådespelare
- 2018 – Tim Bergling, 28, svensk discjockey och musikproducent med artistnamnet Avicii
- 2022 – Olle Goop, 78, svensk travtränare och kusk
- 2024 – Pauli Siitonen, 86, finländsk längdskidåkare